# آب‌انبار دهدشت
آب‌انبار دهدشت مربوط به دوره صفوی است و در دهدشت، انتهای خیابان امام خمینی واقع شده و این اثر در تاریخ ۲۵ اسفند ۱۳۷۹ با شمارهٔ ثبت ۳۵۶۵ به‌عنوان یکی از آثار ملی ایران به ثبت رسیده است.